# Лучиці (Шептицький район)
Лу́чиці — село в Шептицькому (до 2020 року Сокальському) районі Львівської області. Розташоване над річкою Стрипою (басейн Західного Бугу).

## Назва
Назва села пішла від слова «злучення», бо раніше коли ще його не існувало, було чотири окремих села. Вони об'єдналися (злучилися).

## Пам'ятки місцевого значення
У селі Лучиці знаходиться:

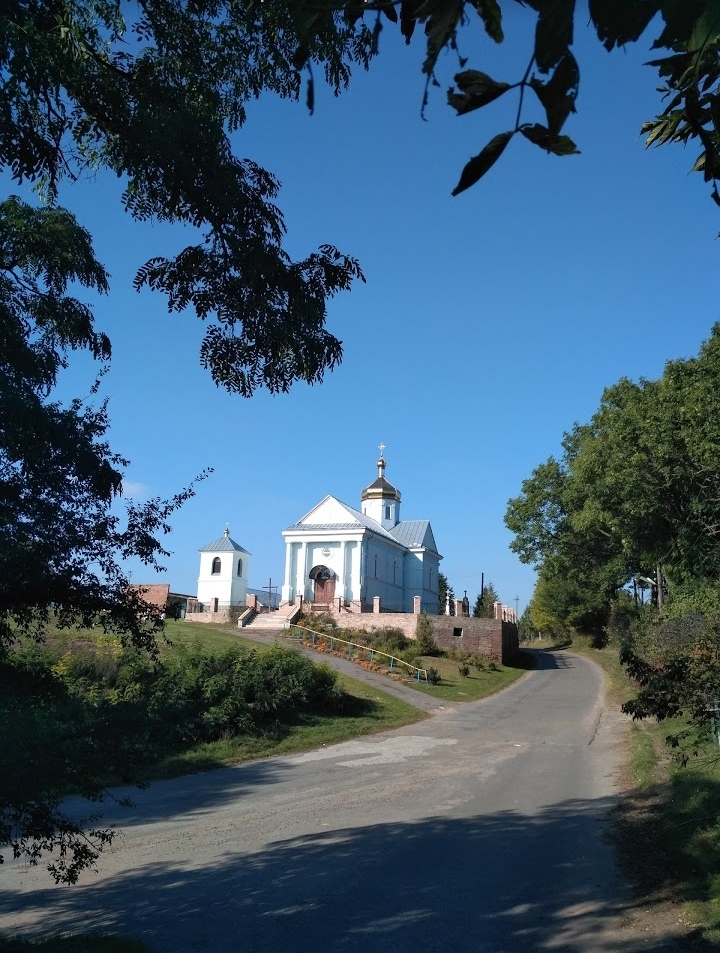
Церква св. Бориса і Гліба
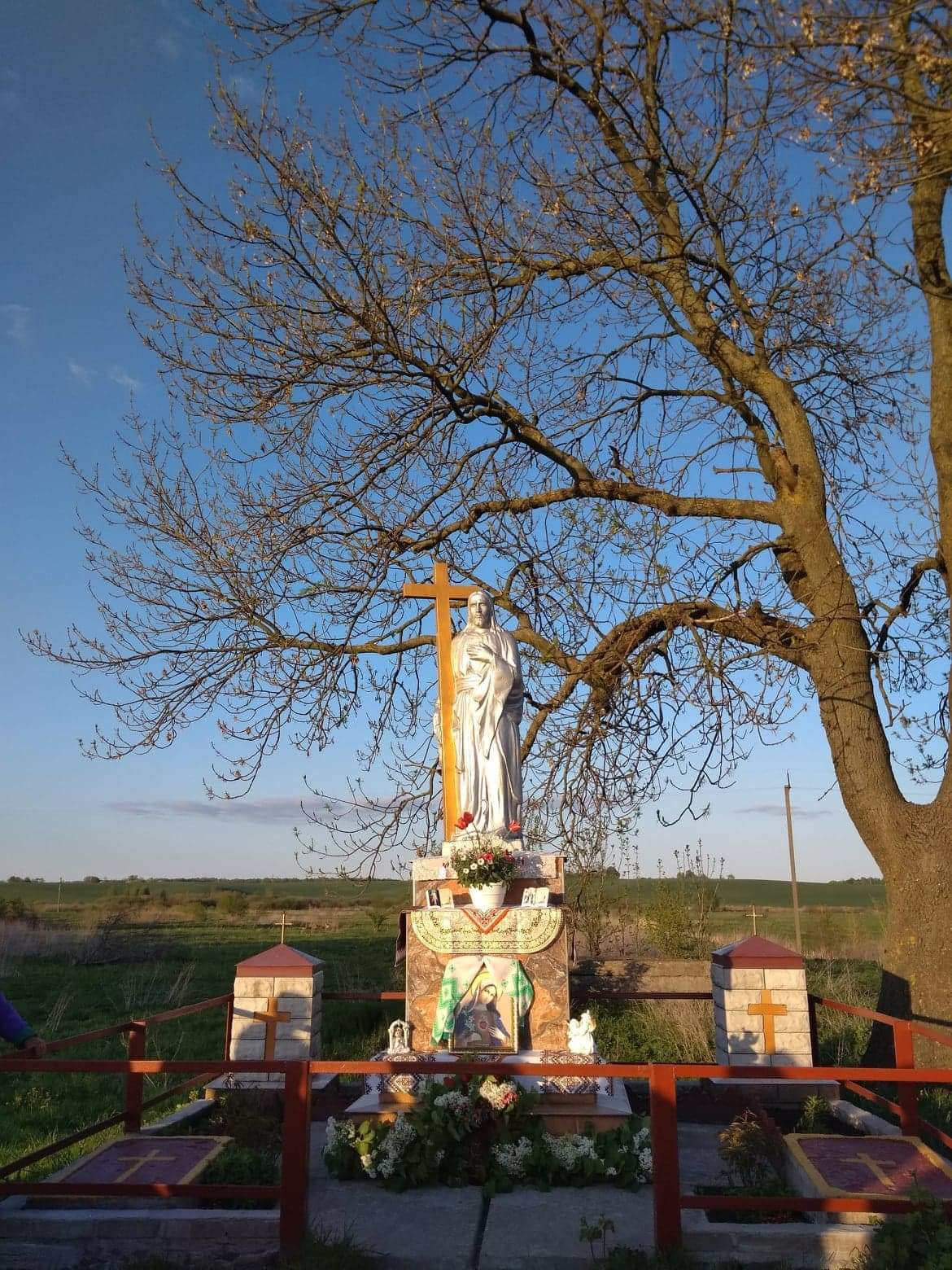
Пам'ятник святому Яну
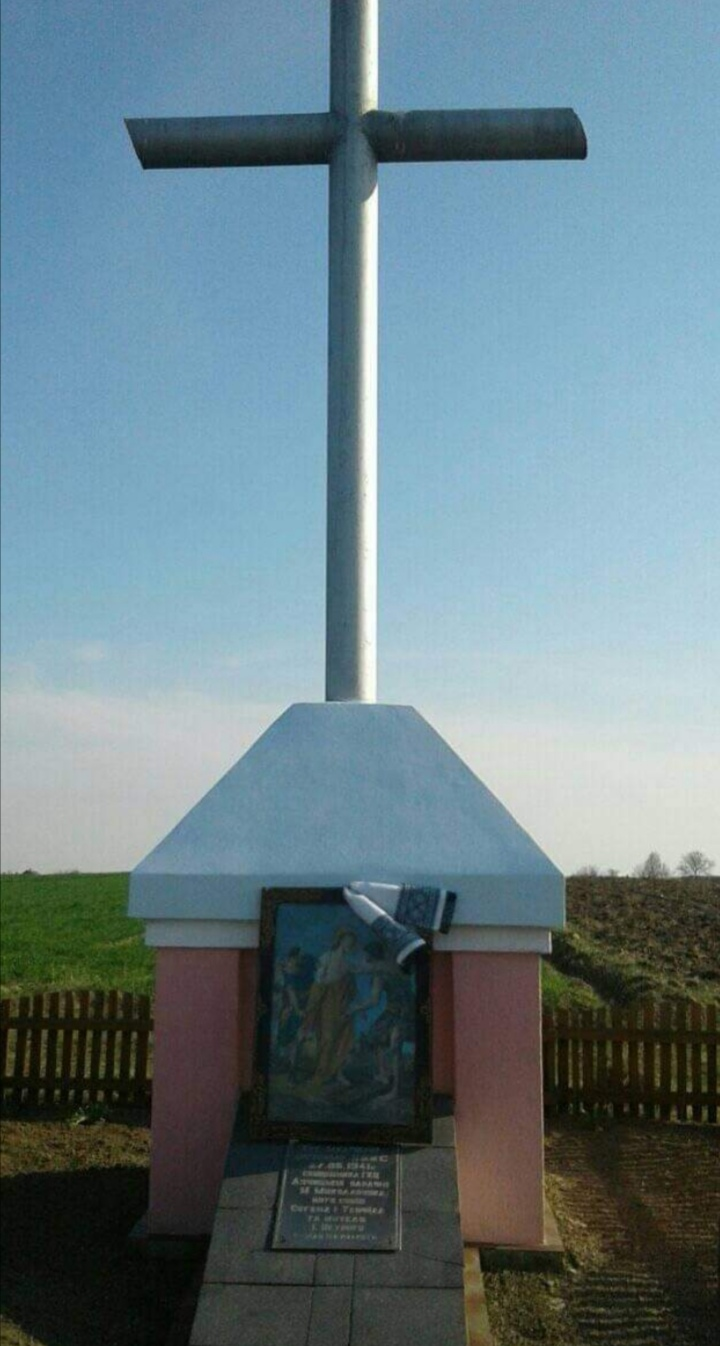
Пам’ятний хрест, встановлений на місці загибелі священників;
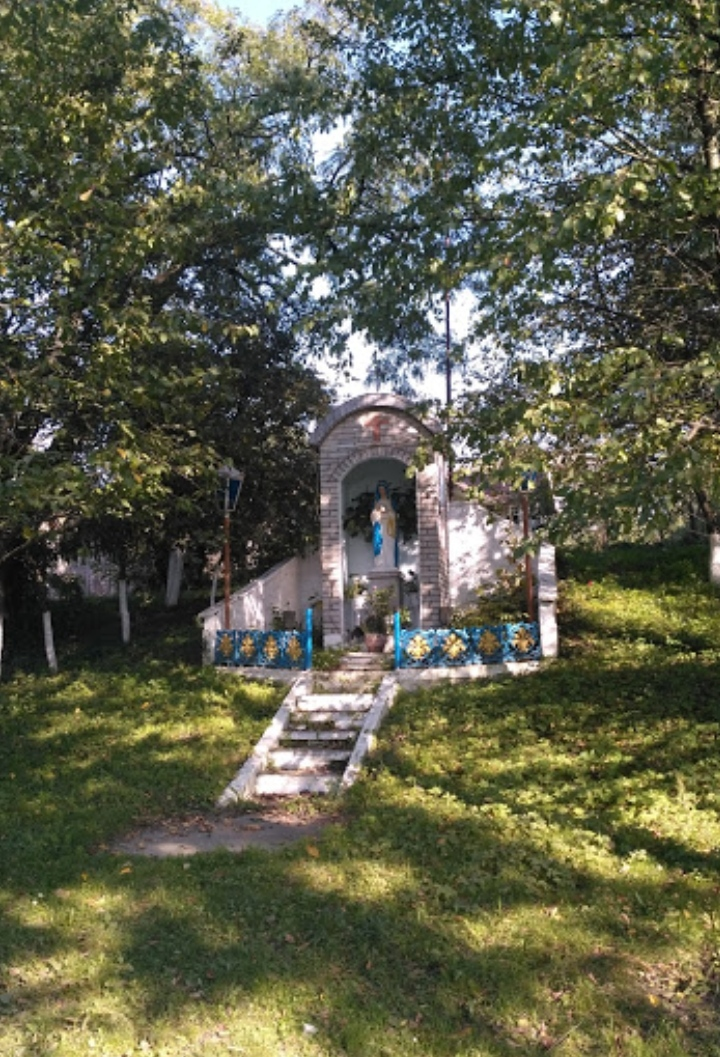
капличка Матері Божої;
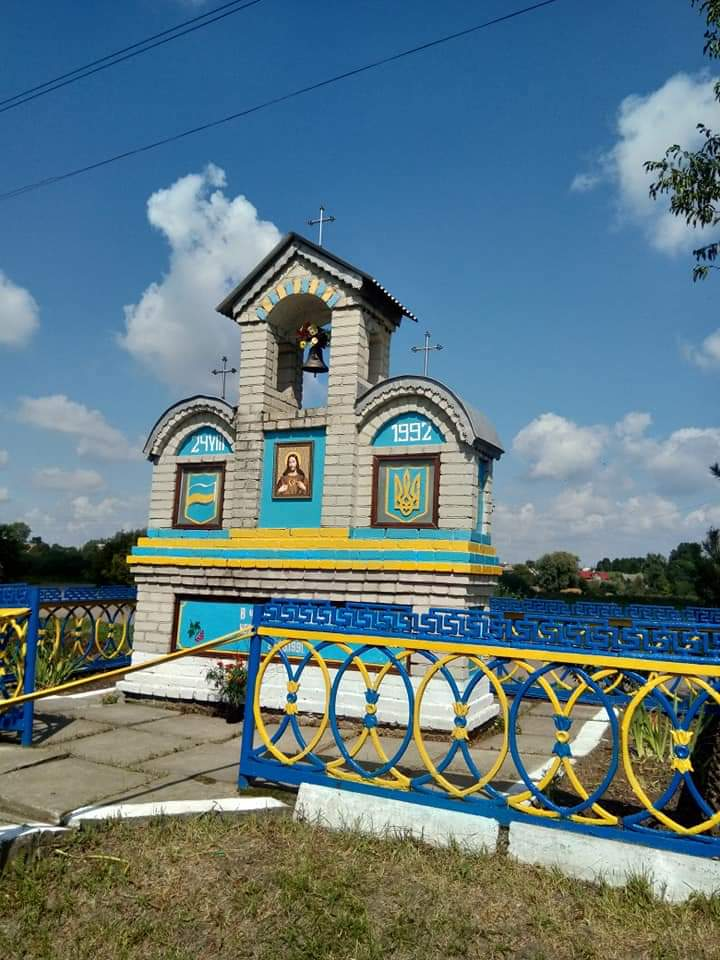
Пам'ятний знак на честь проголошення Незалежності України

- пам'ятка історії — братська могила радянських воїнів та партизанів (1941—1944 рр.);
- пам'ятник на честь скасування панщини.

## Історія
Перша письмова згадка про Лучиці датується 1494 роком.
У 1940 р була створена Лучицька сільська рада, в 1954 р. приєднано Шарпанецьку сільську раду. Села Лучицької сільської ради були електрифіковані у 1949 році і радіофіковані 1954 р.

## Освіта
Перша школа була заснована в 1848 році за часів Австро-Угорщини. Вона була початковою, заняття проводилось польською мовою.
У 1910 р. збудовано нову школу на той час п'ятирічну так, звану «Червону школу». У вересні 1939 року у селі було відкрито семирічну школу з українською мовою навчання. У 1958 — середню школу. 1969 р. збудовано нову школу на 360 місць, а приміщення старої школи передано під лікарську амбулаторію, яка працює до сьогодні.

## Релігія

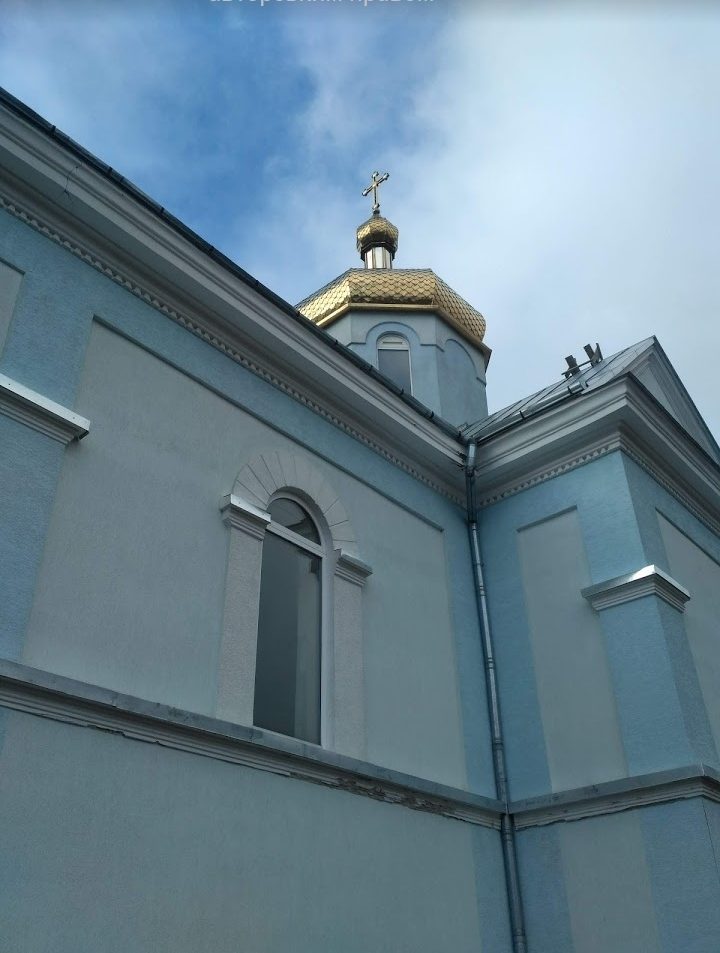
Вид на купол Церкви свв. мчч. Бориса і Гліба із східної сторони

Найдавніші згадки про церкву походять з 1578 р. Попередня дерев'яна тризрубна церква св. Романа і Давида, знищена у 1834 p., була збудована у XVIII ст. коштом дідича Еразма Коморовського. На її місці виставили дерев'яну каплицю. У 1842 р. коштом ктиторів Михайла і Франциски Коморовських розпочато будівництво нової мурованої церкви, завершене 1846 року, згодом вона була передана громаді села.
Споруда однонавова з трансептом, увінчана в місці сходження двосхилих дахів невеликим ліхтарем з маківкою. Чільний фасад підкреслює чотириколонний портик. Пошкоджена під час першої світової війни, відновлена за проектом Якова Рудницького у 1930 р. По другій світовій війні весь час чинна.
У 1830 р. населення становило — 700 греко-католиків (деканат Тартаків), у 1879 р. — 886 греко-католиків, у 1909 р. — 1430 греко-католиків, 170 латинників, 190 жидів (разом з присілком Буява), 1930 р. — 1332 греко-католики, 50 латинників, 47 жидів, у 1934 р. — 1324 греко-католики, 350 латинників, 24 жиди, 17 інших, у 1939 р. — 1620 українських греко-католики, 50 латинників, 140 поляків та 50 жидів.

## Населення
Згідно з переписом УРСР 1989 року чисельність наявного населення села становила 868 осіб, з яких 387 чоловіків та 481 жінка.
За переписом населення України 2001 року в селі мешкало 898 осіб. 100 % населення вказало своєю рідною мовою українську мову.

## Соціальна сфера

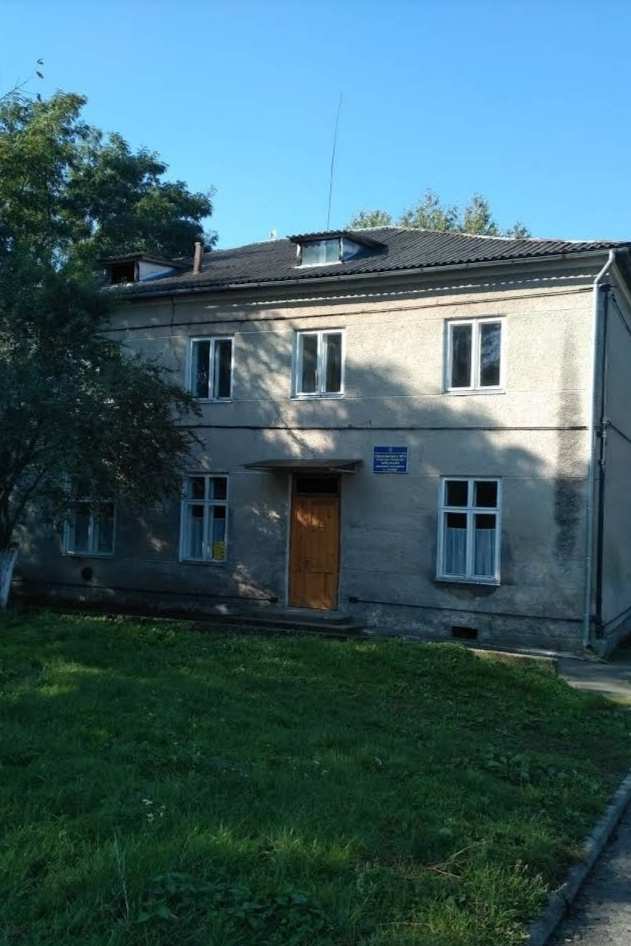
Місцева амбулаторія

У селі Лучиці є школа, дитячий садок, лікарська амбулаторія, сільська рада, відділення зв’язку, філія відділення «Ощадбанку», Народний дім, бібліотека АТС, також є приватні підприємці та розташовані торгові точки.

## Визначні постаті
- Верета Григорій Степанович — український хоровий диригент, композитор.
- Джугало Володимир Федорович — радянський державний і партійний діяч.
- Король Олег Богданович — український перекладач.
- Фартух-Філевич Ярослав Васильович — український архітектор, художник.